# Sarcophaga auricauda
Sarcophaga auricauda är en tvåvingeart som beskrevs av Ho 1938. Sarcophaga auricauda ingår i släktet Sarcophaga och familjen köttflugor. Inga underarter finns listade i Catalogue of Life.